# Мурамацу Тайсуке
Тайсуке Мурамацу (яп. 村松 大輔; нар. 16 грудня 1989, Яйдзу) — японський футболіст, захисник «Сімідзу С-Палс».

## Клубна кар'єра
Розпочинав свою кар'єру футболіста в клубі Японської футбольної ліги «Хонда» в 2008 році. З початку 2009 року він став гравцем команди Джей-ліги 2 «Сьонан Бельмаре». 8 березня 2009 року Мурамацу дебютував у лізі, вийшовши в основному складі в домашньому поєдинку проти «Йокогами». За підсумками чемпіонату 2009 року «Сьонан Бельмаре» вийшов до Джей-ліги 1. 6 березня 2010 року Мурамацу дебютував у головній японській лізі, вийшовши в основному складі в домашній грі з командою «Монтедіо Ямагата». 
З початку 2011 року став виступати за інший клуб Джей-ліги 1 «Сімідзу С-Палс». 18 серпня 2012 року Мурамацу забив свій перший гол на вищому рівні, що став єдиним і переможним у гостьовому поєдинку проти «Саган Тосу». Другу половину сезону 2014 він провів, виступаючи на правах оренди за аутсайдера Джей-ліги 1 «Токусиму Вортис». З лютого 2016 року Мурамацу на тих же правах представляє команду Джей-ліги 1 «Віссел Кобе».

## Виступи за збірну
2012 року у складі національної збірної Японії був учасником футбольного турніру на Олімпійських іграх. Він провів на цьому змаганні один матч, відігравши всі 90 хвилин у матчі з олімпійською збірної Гондурасу.